# Marco Evoniuk
Marco Evoniuk (Marco Ray Evoniuk; * 30. September 1957 in San Francisco) ist ein ehemaliger US-amerikanischer Geher.
1979 gewann er bei den Panamerikanischen Spielen in San Juan Bronze im 50-km-Gehen.
Bei den Leichtathletik-Weltmeisterschaften 1983 in Helsinki wurde er Neunter im 50-km-Gehen und erreichte im 20-km-Gehen nicht das Ziel.
Im Jahr darauf wurde er bei den Olympischen Spielen 1984 in Los Angeles Siebter im 20-km-Gehen und gab im 50-km-Gehen auf.
1987 kam er beim 50-km-Gehen der WM in Rom auf den 17. Platz. In derselben Disziplin belegte er bei den Olympischen Spielen 1988 in Seoul den 22. Platz und erreichte bei den Olympischen Spielen 1992 in Barcelona nicht das Ziel.

## Persönliche Bestzeiten
- 20-km-Gehen: 1:25:23 h, 12. Mai 1984, Kopenhagen
- 50-km-Gehen: 3:56:55 h, 30. September 1988, Seoul